# Osenbach
Osenbach [ozənbak]  est une commune française située dans la circonscription administrative du Haut-Rhin et, depuis le 1er janvier 2021, dans le territoire de la Collectivité européenne d'Alsace, en région Grand Est.
Cette commune se trouve dans la région historique et culturelle d'Alsace.
Ses habitants sont appelés les Osenbachois et les Osenbachoises.

## Géographie

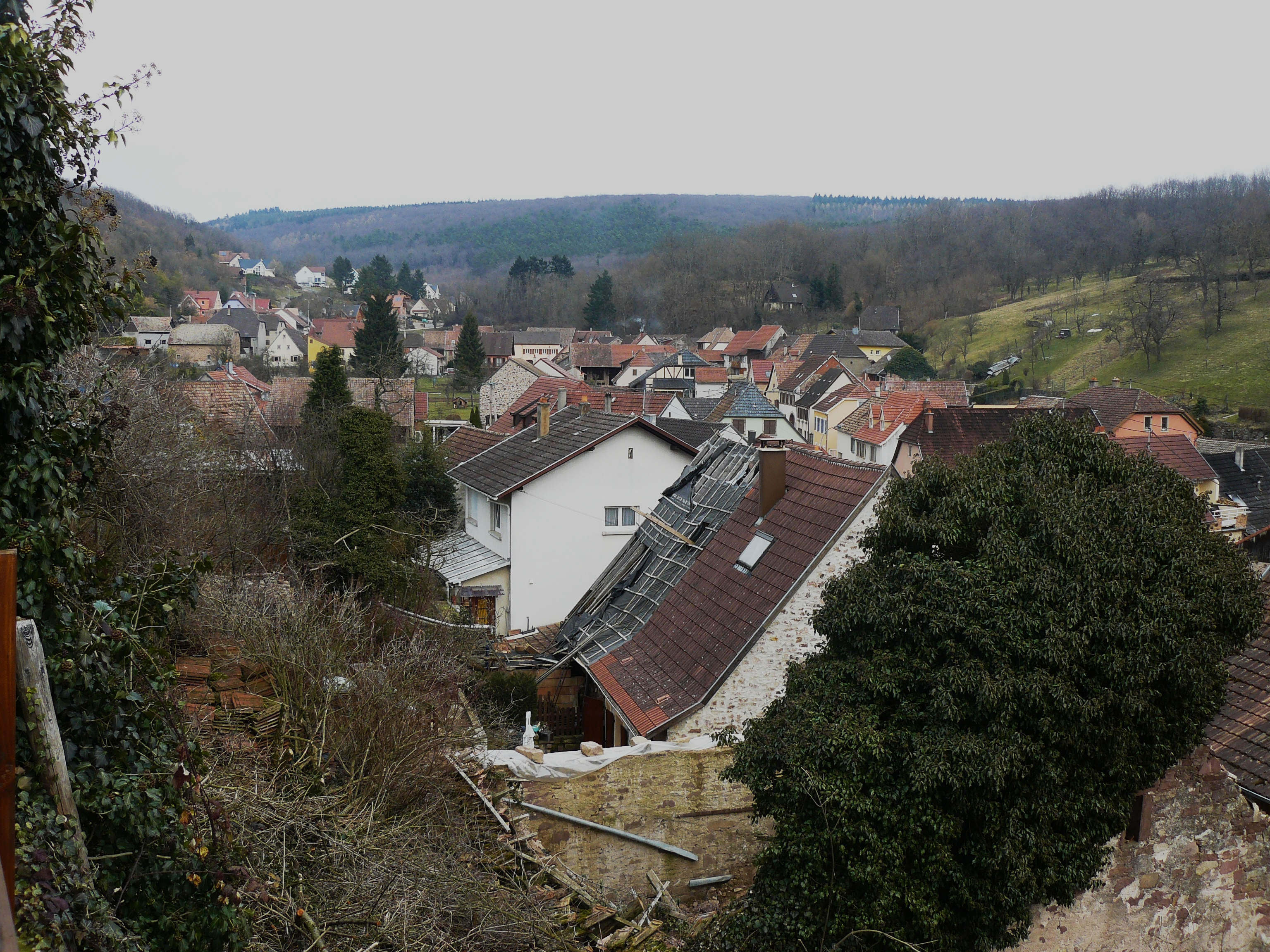
Village d'Osenbach depuis les hauteurs.

Osenbach est un village de montagne qui fait partie du canton de Rouffach et de l'arrondissement de Thann-Guebwiller. Osenbach se trouve dans une contrée pittoresque qui s'élève entre 380 et 500 mètres d'altitude, où existaient autrefois des carrières de grès rouges. Les environs sont aussi remarquables du point de vue minéralogique.
Le village est situé au fond de la vallée de Soultzmatt sur le versant Nord-Sud de la dépression de Wintzfelden, au point de jonction de la CD 18b et CD 40 menant de Soultzmatt à Soultzbach-les-Bains et à 25 km de Colmar par la RN 83. Les habitants sont appelés les Osenbachois.
Le village est à proximité de belles forêts de sapins qui peuvent être le point de départ de multiples randonnées pédestres et équestres facilitées des « cavaliers de la vallée noble » présidée par Corinne Zirnheld et grâce aux multiples sentiers balisés par le Club vosgien. Depuis Osenbach on découvre du regard le Grand Ballon et le Petit Ballon. Osenbach marque la limite supérieure (altitude : 478 m) de la culture de la vigne en Alsace.
C'est une des 188 communes du Parc naturel régional des Ballons des Vosges.
| Soultzmatt | Pfaffenheim |            |
|            | Osenbach    | Westhalten |
| Rouffach   | Soultzmatt  |            |

### Lieux et écarts
- Barenthal ;
- Heissenrain ;
- Kalchoffen ;
- Ristel ;
- Scheidelrain ;
- Schlossrain.

### Cours d'eau
- L'Ochsenbach.

### Géologie
Osenbach est situé sur une zone de transition calcaire, grès granite, avec dépôts marno-calcaire propices à l'agriculture.

### Village disparu
Onbach ou Ohmbach était autrefois un village près d'Osenbach qui a aujourd'hui complètement disparu. Une famille noble portait ce nom d'où le nom de cet ancien village. Un document de 1291 mentionne cette famille, « Jacobus de Onbach miles », au sujet d'une vente de bois cédé à l'abbaye de Lucelle par le couvent de la Porte des Anges de Guebwiller. Ce chevalier vendit une maison située à Rouffach aux sœurs Anne et Adeliade Kegennin en 1301. On retrouvera ce nom dans un autre acte de vente de terrain à Rouffach en 1307. Cette famille avait comme blason au premier à deux bars l'un posé en bande et l'autre en barre, au second guilloché.

### Hydrographie
La commune est dans le bassin versant du Rhin au sein du bassin Rhin-Meuse. Elle n'est drainée par aucun cours d'eau,.

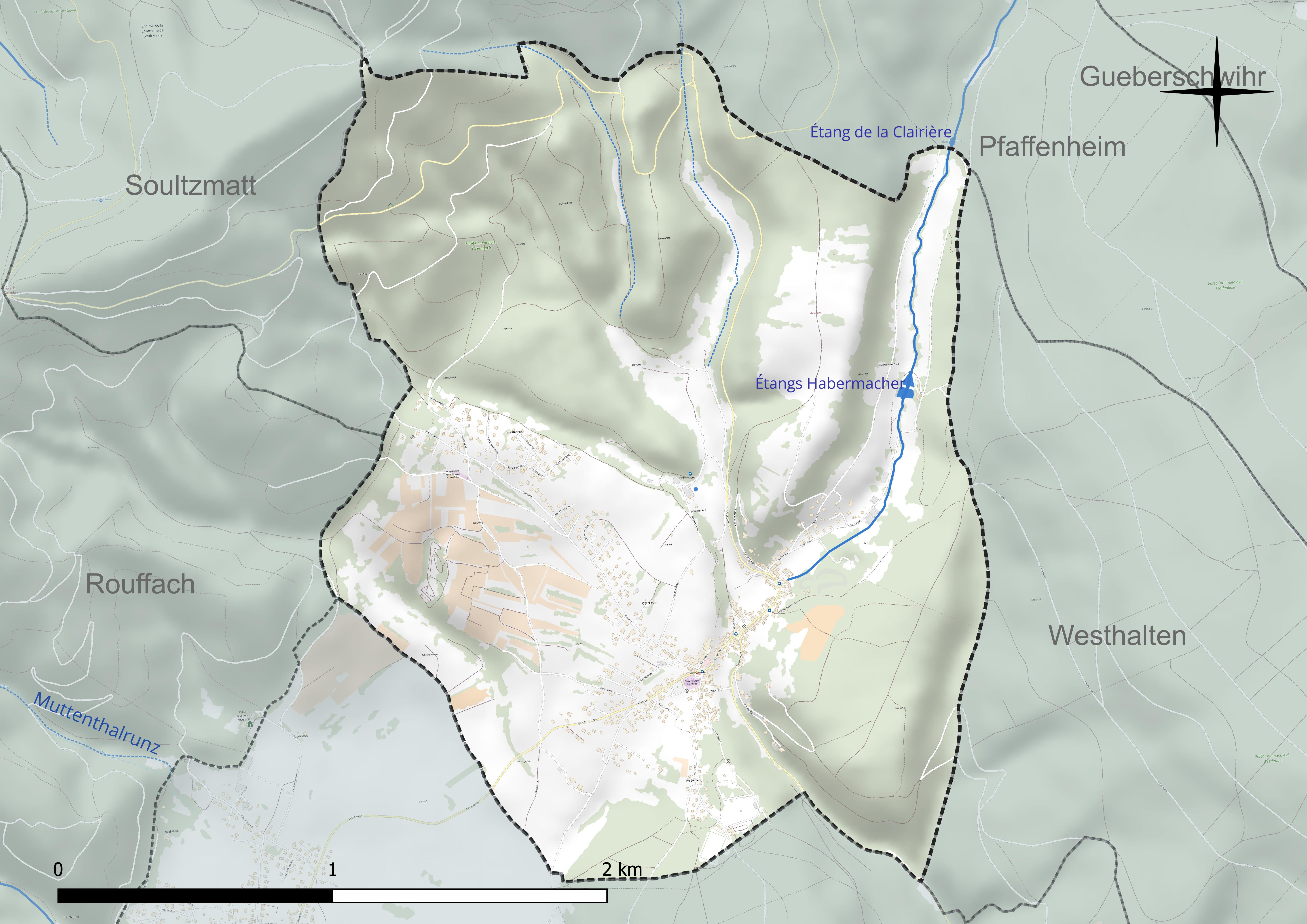
Réseau hydrographique d'Osenbach.

Un plan d'eau complète le réseau hydrographique : les étangs Habermacher (0,2 ha),.

### Climat
Pour des articles plus généraux, voir Climat du Grand Est et Climat du Haut-Rhin.
En 2010, le climat de la commune est de type climat de montagne, selon une étude du Centre national de la recherche scientifique s'appuyant sur une série de données couvrant la période 1971-2000. En 2020, Météo-France publie une typologie des climats de la France métropolitaine dans laquelle la commune est exposée à un climat semi-continental et est dans la région climatique  Vosges, caractérisée par une pluviométrie très élevée (1 500 à 2 000 mm/an) en toutes saisons et un hiver rude (moins de 1 °C). 
Pour la période 1971-2000, la température annuelle moyenne est de 9,6 °C, avec une amplitude thermique annuelle de 17 °C. Le cumul annuel moyen de précipitations est de 1 011 mm, avec 10,4 jours de précipitations en janvier et 10,3 jours en juillet. Pour la période 1991-2020, la température moyenne annuelle observée sur la station météorologique de Météo-France la plus proche, « Rouffach - Sa », sur la commune de Rouffach à 7 km à vol d'oiseau, est de 11,5 °C et le cumul annuel moyen de précipitations est de 621,8 mm. 
La température maximale relevée sur cette station est de 39,3 °C, atteinte le 13 août 2003 ; la température minimale est de −17,5 °C, atteinte le 13 janvier 1987,,. 
Les paramètres climatiques de la commune ont été estimés pour le milieu du siècle (2041-2070) selon différents scénarios d'émission de gaz à effet de serre à partir des nouvelles projections climatiques de référence DRIAS-2020. Ils sont consultables sur un site dédié publié par Météo-France en novembre 2022.

## Urbanisme

### Typologie
Au 1er janvier 2024, Osenbach est catégorisée commune rurale à habitat dispersé, selon la nouvelle grille communale de densité à sept niveaux définie par l'Insee en 2022.
Elle est située hors unité urbaine et hors attraction des villes,.

### Occupation des sols
L'occupation des sols de la commune, telle qu'elle ressort de la base de données européenne d’occupation biophysique des sols Corine Land Cover (CLC), est marquée par l'importance des forêts et milieux semi-naturels (53,8 % en 2018), une proportion sensiblement équivalente à celle de 1990 (54,1 %). La répartition détaillée en 2018 est la suivante : 
forêts (53,8 %), zones agricoles hétérogènes (31,1 %), zones urbanisées (10,2 %), prairies (4,9 %). L'évolution de l’occupation des sols de la commune et de ses infrastructures peut être observée sur les différentes représentations cartographiques du territoire : la carte de Cassini (XVIIIe siècle), la carte d'état-major (1820-1866) et les cartes ou photos aériennes de l'IGN pour la période actuelle (1950 à aujourd'hui).

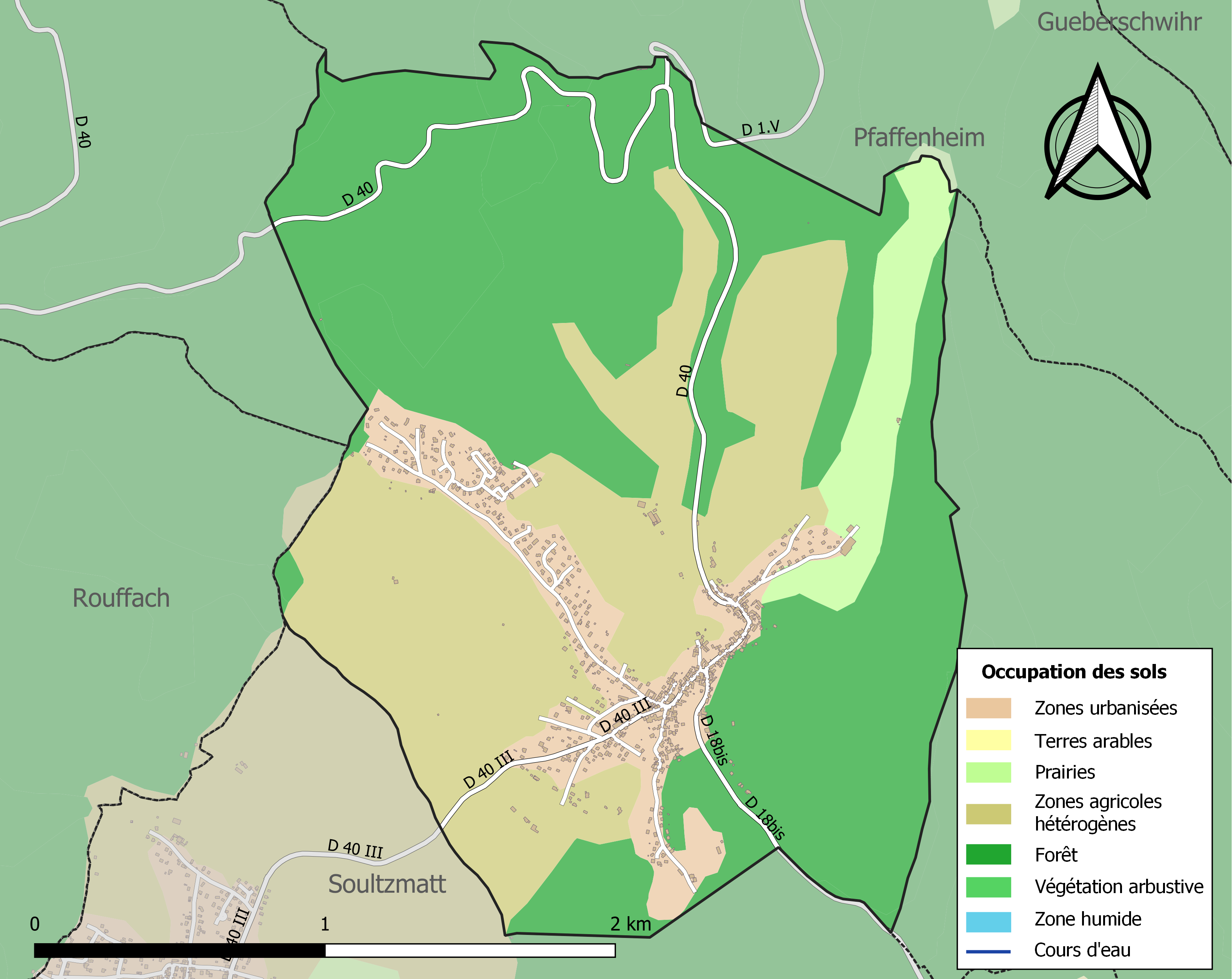
Carte des infrastructures et de l'occupation des sols de la commune en 2018 (CLC).

## Histoire

### Toponymie
- Ohsenbach, 1255 ;
- Ochsenbach, 1302 ;
- Oschenbach, 1489 ;
- Ossenbach, 1561 ;
- Osenbach en 1873.

### Origine du nom

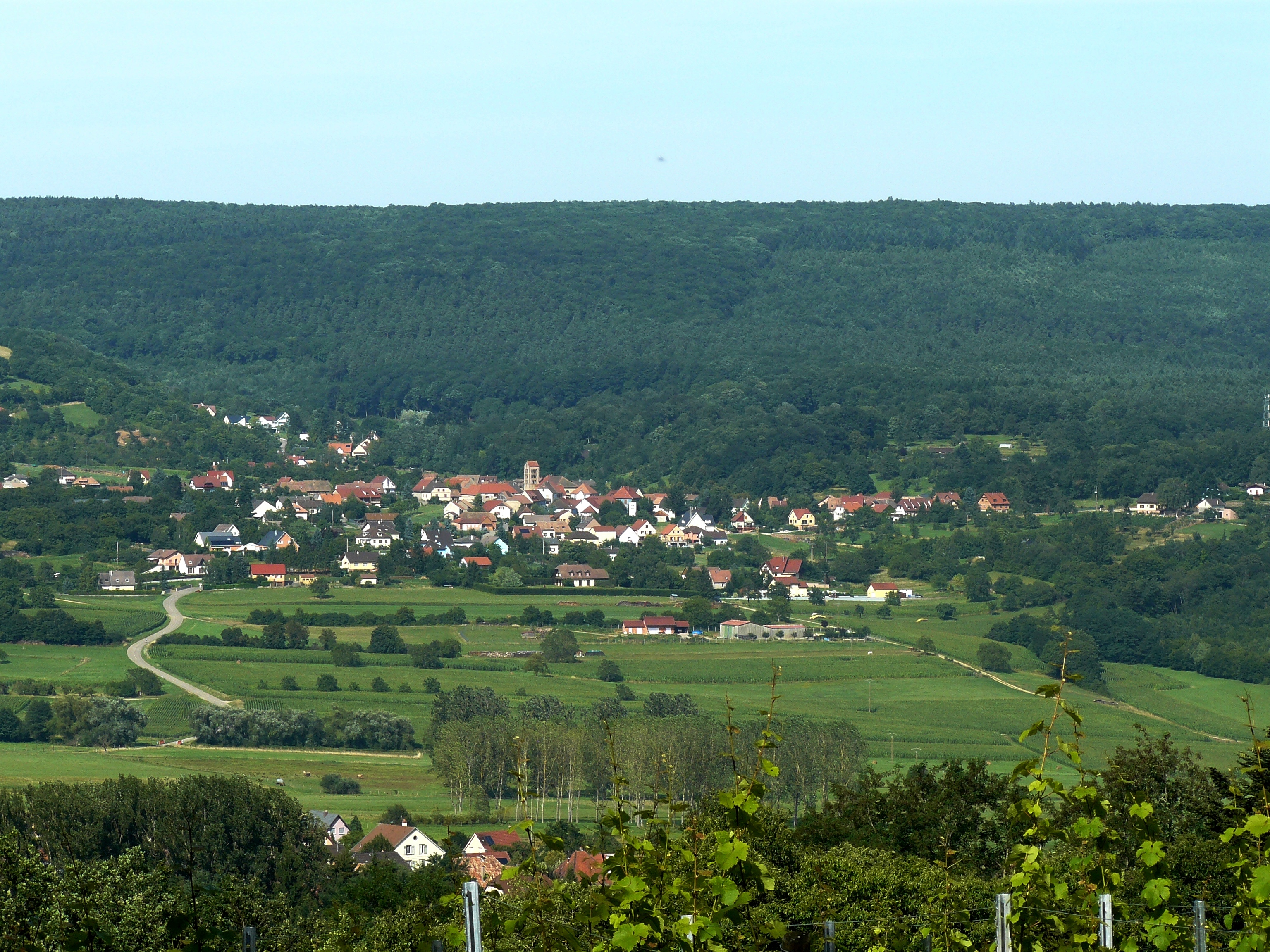
Vue sur Osenbach depuis le hameau de Wintzfelden.

Le nom provient du cours d'eau qui prend sa source au village, l'Ochsenbach, qui veut dire le ruisseau des bœufs.
Le nom a peut-être aussi pour origine le nom d'une ancienne famille noble que le liber vitae de l'église de Rouffach  cite nommément, Johannes de Ochsenbach qui avait adopté le nom du lieu et qui pour emblème avait un dessin représentant une tête de bœuf qui deviendra par la suite le blason du village, puis modifié par un pic de mineur.
De plus, Charlemagne aurait donné le nom à Osenbach en chassant, selon la légende du village, le nom du village signifierait « rivière des bœufs ».

### L'émergence du village
Osenbach fait d'abord partie du Haut-Mundat de Rouffach donné par le roi Dagobert à saint Arbogast qui vécut d'abord en ermite dans la région de Haguenau avant d'être nommé évêque de Strasbourg au VIIe siècle. Une légende rapporte que Charlemagne aurait chassé l'aurochs dans les forêts d'Osenbach. Associé à Wintzfelden, Soultzmatt et Westhalten, la région forme le Talgemeinde ou communauté de vallée. Cette vallée est alors régie en système féodal, gérée par un prévôt, appuyés par un greffier, un bourgmestre et autres conseillers. Osenbach fait donc partie de la Vallée Noble au même titre que Soultzmatt Wintzfelden et Westalthen.

### Les ravages du Moyen Âge

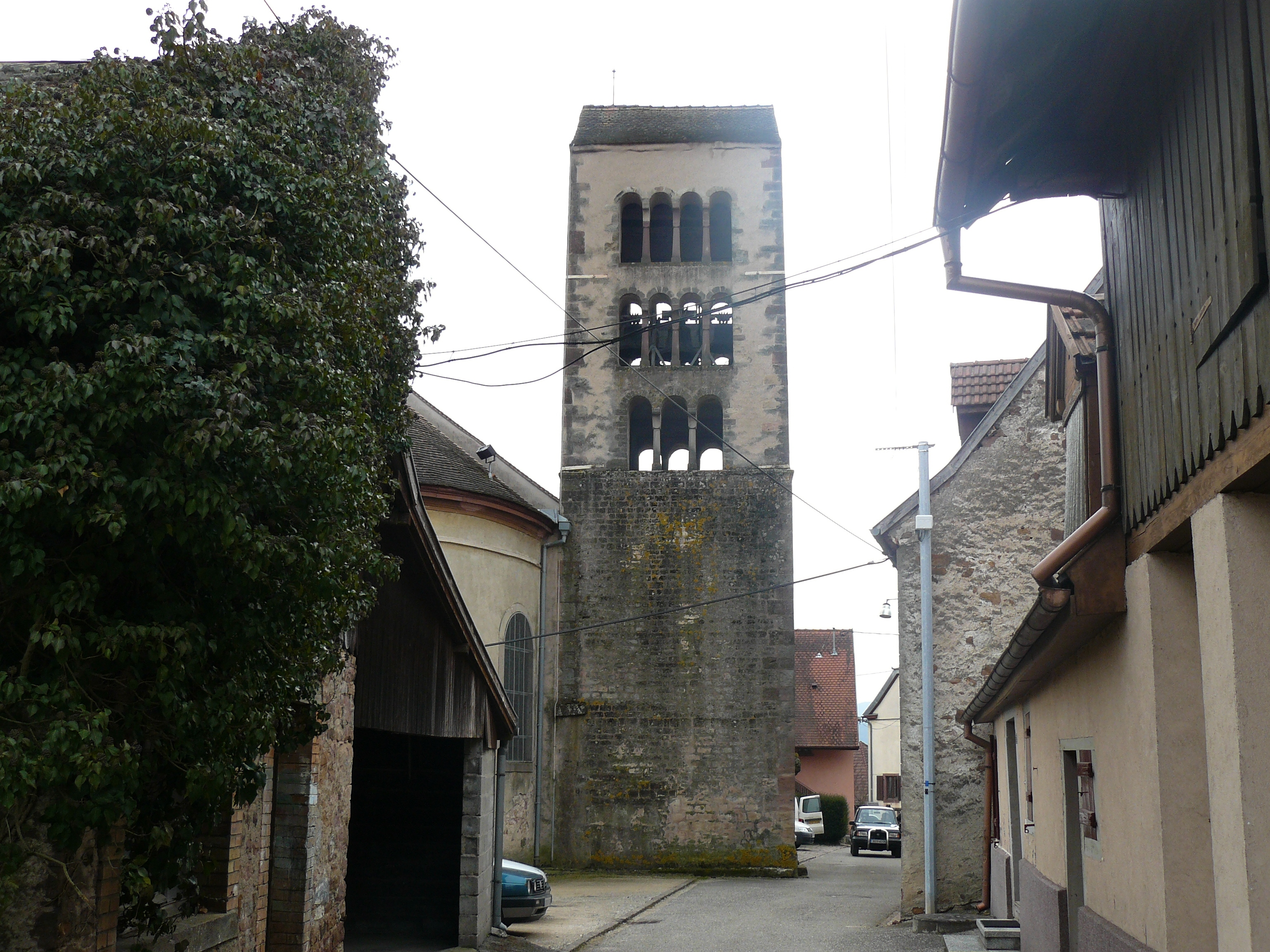
Clocher en bâtière de l'église Saint-Étienne (XIIe siècle).

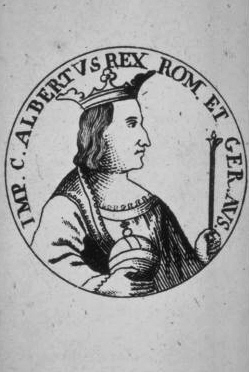
Albert Ier du Saint-Empire.

Tout comme les autres villages des environs, Osenbach est incendié en 1298 par les troupes de Thiébaut de Ferrette qui guerroie pour le compte d'Adolphe de Nassau contre l'évêque de Strasbourg qui a pris parti pour Albert Ier. Au cours des guerres du Moyen Âge la localité est dévastée à plusieurs reprises, d'abord en 1375 par les Routiers, puis par les Armagnacs en 1444 à la solde du roi de France. Pendant la guerre des paysans, en 1525, ses habitants saccagent le couvent augustin de Schwartzenthann qui se trouve à Wintzfelden.
Les Suédois écument la région en 1640 et s'en prennent aux populations qu'ils rançonnent et tuent. La cloche de l'église est enlevée par les Suédois.
En janvier 1675 ce sont les troupes du maréchal de Turenne (1611-1675) en guerre contre les impériaux qui ravagent le village.

### Un fief tenu par Antoine de Ferrette
En 1442, l'évêque Conrad de Busnang transmet à Antoine de Ferrette les fiefs tenus auparavant par Werner Burggraf  parmi lesquels figurait un cens de 15 setiers d'avoine provenant des biens situés sur le ban d'Osenbach.

### Réputé pour ses mines
Les mines furent déjà exploitées dès le XVe siècle. En 1498, une concession est accordée par l'évêque de Strasbourg, propriétaire de la vallée Noble, à deux mineurs, Martin Gutkesen et Adam Blencher pour exploiter le filon d'Osenbach. Plus tard, vers 1501, une société minière fut fondée, mais ses travaux cessèrent au bout de quatre années. C'est alors un certain Antoine Ysenschmitt de Schaffhouse qui prit l'affaire en main. Mais de fréquentes discordes entravèrent la bonne marche de l'exploitation. En 1516 une nouvelle société était à l'œuvre, mais la discorde entrava la bonne matche de l'entreprise qui fut dissoute. Entre 1590 et 1602 on fit faire des sondages en vue de trouver d'autres filons, sans succès. Entre les XVIe et XVIIIe siècles les environs d'Osenbach recèlent également des mines d'argent et de cuivre au lieu-dit de Gulden-Asel. Cette mine donnait beaucoup de minerai de pilon très riche, rendant brut 6 à 10 % de cuivre et 4 loths d'argent au quintal. Le filon était de quartz noir très dur parsemé de mine bleue. Le filon d'Osenbach était exploité au XVIIIe siècle par M. de Genssane Au XVIIIe l'exploitation est louée à un particulier de Besançon. Les puits portaient des noms divers: unser lieben frau Fundgrube, St. Annagrube, Golderer Esel, Silberrain, Hanz Zabern, St. johannes, Osbergasse.
On y trouve aussi des carrières de grès rouge. Il existe également des sites minéralogiques remarquables : spath fluor, etc. Les filons de minerai étaient situés au pied de la montagne appelée Heidenberg, qui se trouve à droite du ruisseau, un peu avant de prendre le chemin d'Osenbach. L'exploitation de ces mines a apporté des revenus très confortables à la commune pendant de longues années. L'exploitation des mines entre 1498 à 1850 était louée à diverses sociétés qui reversaient une partie de leur bénéfice à l'évêque de Strasbourg jusqu'à la Révolution. La dernière mine fermera définitivement en 1850.

### Une autonomie administrative
Osenbach qui dépendait de Soultzmatt acquiert dès 1771 son autonomie administrative.  Il faudra cependant attendre jusqu'en 1793 pour que la commune soit effectivement séparée de Soultzmatt. Le nouveau maire, Mathias Mura sera chargé d'administrer la nouvelle commune. En 1816 a lieu le partage des biens entre Osenbach et Soultzmatt. Osenbach obtient 291 hectares de terrains communaux et une école fortement délabrée nécessitant d'importantes réparations.

### Première Guerre mondiale
28 jeunes furent victimes de la guerre 1914-1918.

### Seconde Guerre mondiale
15 personnes d'Osenbach sont tuées au cours de la guerre. Trois habitants furent déportés politiques sous le régime nazi.

### Le tourisme vert
Osenbach est un village de montagne, n'a jamais développé de vocation industrielle. L'agriculture et la sylviculture connaissent un lent déclin, et la commune mise désormais sur le tourisme vert. La population loin de régresser augmente depuis quelques années grâce à l'arrivée de populations venant de zones urbaines qui construisent des maisons individuelles. Les habitants travaillent soit à Colmar, Rouffach ou Mulhouse où de belles routes permettent d'atteindre les grandes métropoles sans trop de difficultés.

### Équipements culturels et sportifs
En matière d'équipements culturels et sportif, la commune dispose d'une salle des fêtes, de deux terrains de football ainsi que d'un court de tennis. La vie culturelle est animée par la Maison des Jeunes et de la Culture, la société de musique « Fraternelle » et la chorale.

### Héraldique
| Blason d'Osenbach | Les armes d'Osenbach se blasonnent ainsi : « De gueules au pic de mineur d'argent posé en pal pointant à sénestre, au chef de second. » |

## Politique et administration

### Budget et fiscalité 2014
En 2014, le budget de la commune était constitué ainsi :
- total des produits de fonctionnement : 581 000 €, soit 636 € par habitant ;
- total des charges de fonctionnement : 470 000 €, soit 515 € par habitant ;
- total des ressources d’investissement : 1 265 000 €, soit 1 386 € par habitant ;
- total des emplois d’investissement : 904 000 €, soit 990 € par habitant ;
- endettement : 1 214 000 €, soit 1 330 € par habitant.

Avec les taux de fiscalité suivants :
- taxe d’habitation : 19,52 % ;
- taxe foncière sur les propriétés bâties : 12,43 % ;
- taxe foncière sur les propriétés non bâties : 54,42 % ;
- taxe additionnelle à la taxe foncière sur les propriétés non bâties : 50,60 % ;
- cotisation foncière des entreprises : 22,14 %.

### Liste des maires
| Période                                  | Période                   | Identité                                         | Étiquette | Qualité |
| ---------------------------------------- | ------------------------- | ------------------------------------------------ | --------- | ------- |
| avant 1981                               | ?                         | Antoine Hurth                                    |           |         |
| 1995                                     | 2014                      | Léon Burcklen                                    |           | Maire   |
| mars 2014                                | En cours (au 23 mai 2020) | Christian Michaud Réélu pour le mandat 2020-2026 | LR        | Maire   |
| Les données manquantes sont à compléter. |                           |                                                  |           |         |

## Démographie
L'évolution du nombre d'habitants est connue à travers les recensements de la population effectués dans la commune depuis 1793. Pour les communes de moins de 10 000 habitants, une enquête de recensement portant sur toute la population est réalisée tous les cinq ans, les populations de référence des années intermédiaires étant quant à elles estimées par interpolation ou extrapolation. Pour la commune, le premier recensement exhaustif entrant dans le cadre du nouveau dispositif a été réalisé en 2005.

En 2022, la commune comptait 819 habitants, en évolution de −8,18 % par rapport à 2016 (Haut-Rhin : +0,66 %, France hors Mayotte : +2,11 %).
| 1793 | 1800 | 1806 | 1821 | 1831 | 1836 | 1841 | 1846 | 1851 |
| ---- | ---- | ---- | ---- | ---- | ---- | ---- | ---- | ---- |
| 645  | 448  | 542  | 596  | 662  | 708  | 725  | 804  | 737  |

| 1856 | 1861 | 1866 | 1871 | 1875 | 1880 | 1885 | 1890 | 1895 |
| ---- | ---- | ---- | ---- | ---- | ---- | ---- | ---- | ---- |
| 671  | 676  | 643  | 645  | 616  | 681  | 657  | 655  | 623  |

| 1900 | 1905 | 1910 | 1921 | 1926 | 1931 | 1936 | 1946 | 1954 |
| ---- | ---- | ---- | ---- | ---- | ---- | ---- | ---- | ---- |
| 598  | 592  | 591  | 579  | 577  | 524  | 512  | 553  | 534  |

| 1962 | 1968 | 1975 | 1982 | 1990 | 1999 | 2005 | 2006 | 2010 |
| ---- | ---- | ---- | ---- | ---- | ---- | ---- | ---- | ---- |
| 512  | 542  | 557  | 702  | 811  | 831  | 883  | 884  | 885  |

| 2015 | 2020 | 2022 | - | - | - | - | - | - |
| ---- | ---- | ---- | - | - | - | - | - | - |
| 889  | 842  | 819  | - | - | - | - | - | - |

## Lieux et monuments

### Église Saint-Étienne

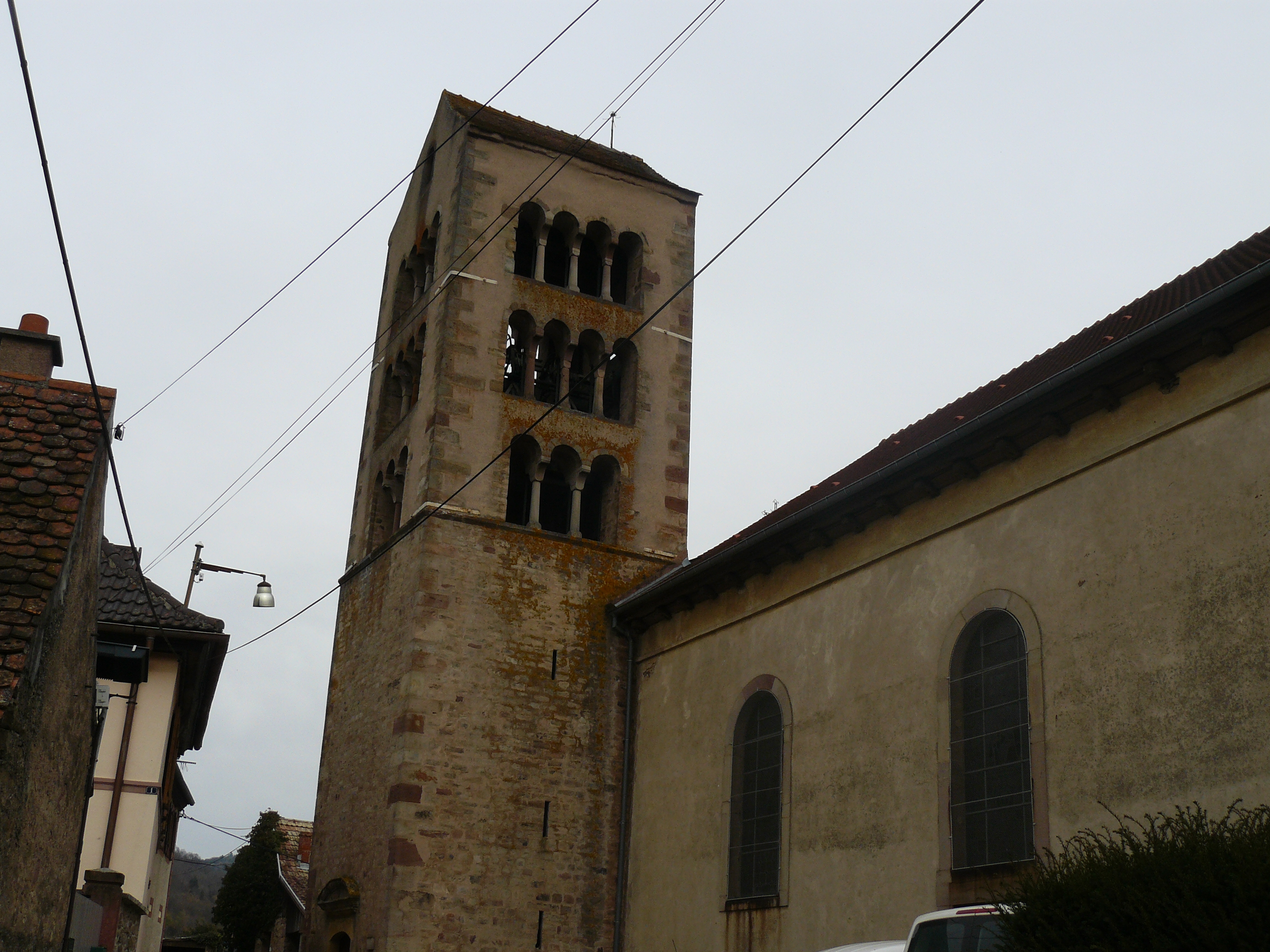
Église Saint-Étienne d'Osenbach.

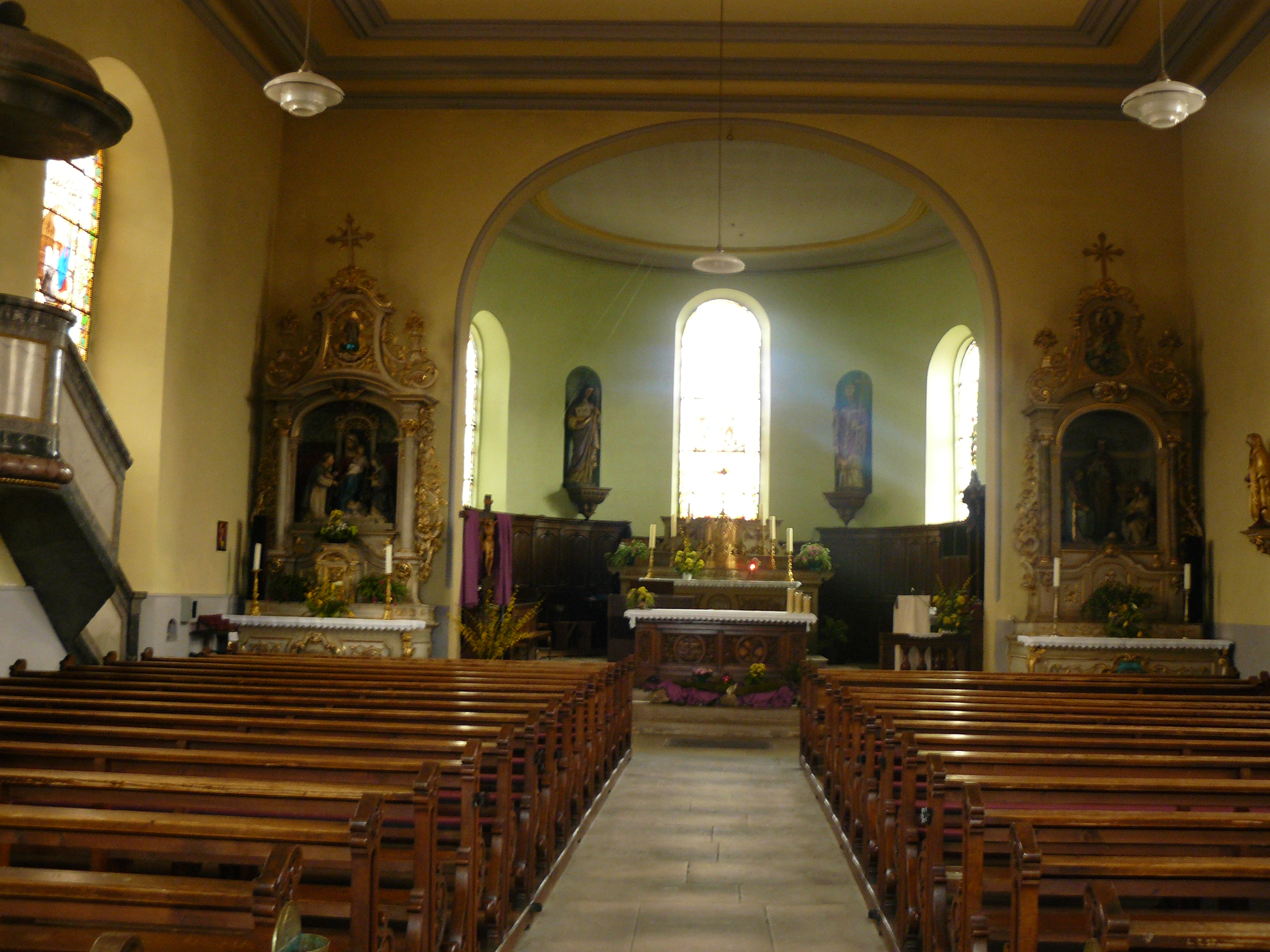
Intérieur de l'église Saint-Étienne.

L'église construite vers 1100 remplaçait une ancienne chapelle dédiée à saint-Étienne qui dépendait de la paroisse de Soultzmatt. Elle fut ensuite rattachée à la collégiale de Lautenbach en 1255,.
Pendant le Moyen Âge, l'église grâce à son cimetière entourés de murs fortifiés, servait de refuge pour les habitants. Les Suédois, au cours de la guerre de Trente Ans vont s'emparer des cloches de l'église, dont le village dépendait à l'origine de Soultzmatt.
Osenbach sera érigé en 1773 en paroisse autonome avec son propre curé. Le premier curé de la nouvelle paroisse nouvellement créée sera Antoine Boeglin dont l'épitaphe de 1809 est conservée dans le mur de la nef, côté est, à l'extérieur. De l'église primitive construite vers le XIIe siècle, il ne subsiste que le clocher qui a été rénové en 1822. Ce dernier, de style roman a été entièrement restauré en 1977 faisant ressortir son toit en forme de bâtière et ses rangées d'ouvertures. Le style de cloche est le même que celui que l'on rencontre à Soultzmatt ou Gundolsheim qui ont été construits à la même époque. À l'intérieur de l'église se trouve un vitrail représentant le martyre de Saint-Étienne le patron de la paroisse, diacre lapidé au Ier siècle, qui a été financé par un paroissien et réalisé en 1880 par le maître verrier Victor-Martin Weckerlin (1825-1909) originaire de Guebwiller. On aperçoit également une très belle statue de la Vierge du XVe ou XVIe siècle ainsi qu'une peinture représentant les quatorze auxiliateurs dont l'origine remonte au XVIIIe siècle. De l'édifice primitif on ne conserve plus que le clocher-porche et le chœur du XIIe siècle.
L'orgue de Valentin Rinkenbach est de 1834,.

### Fontaine Saint-Étienne (1853)

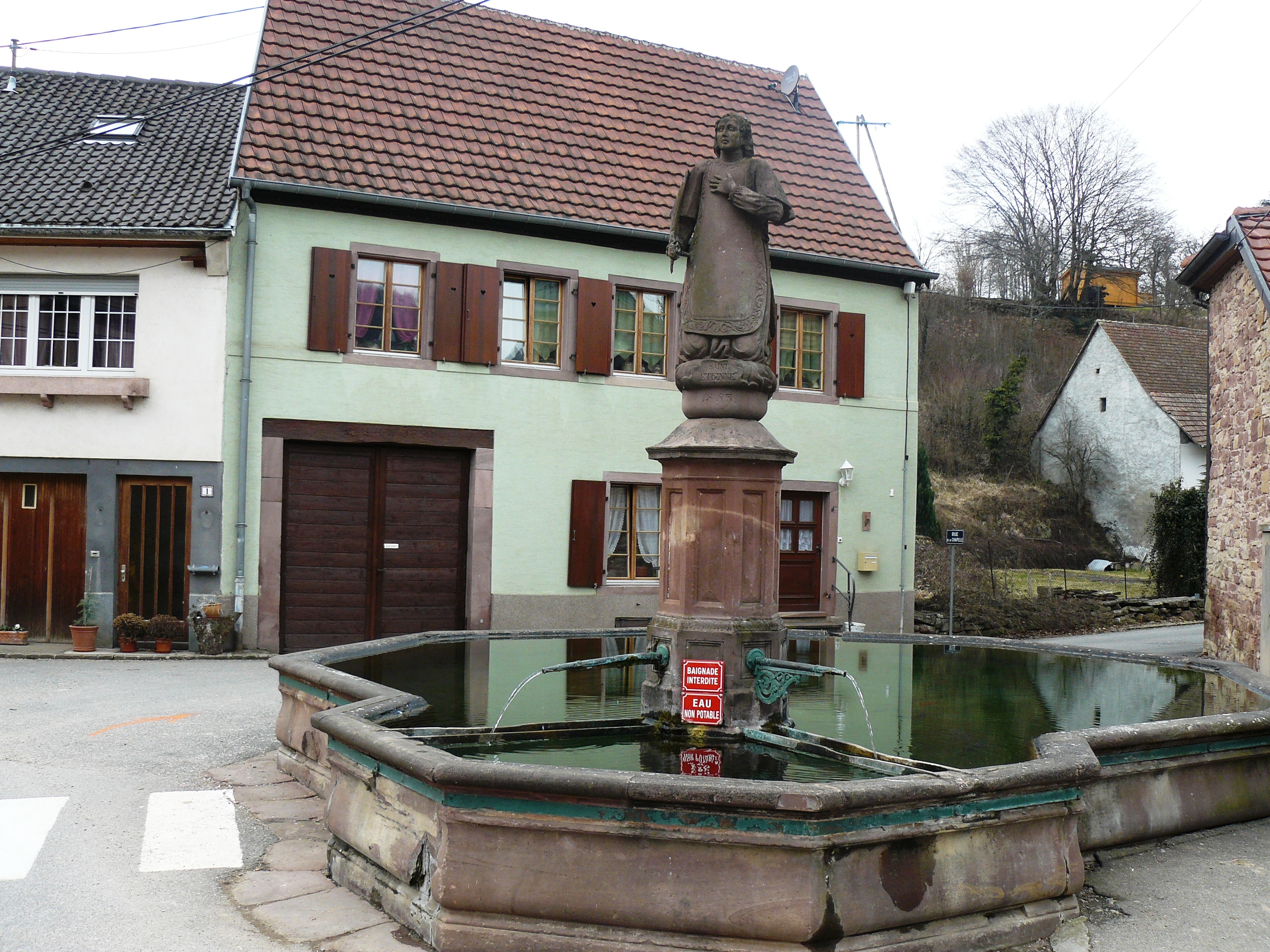
Fontaine Saint-Étienne à l'entrée du village.

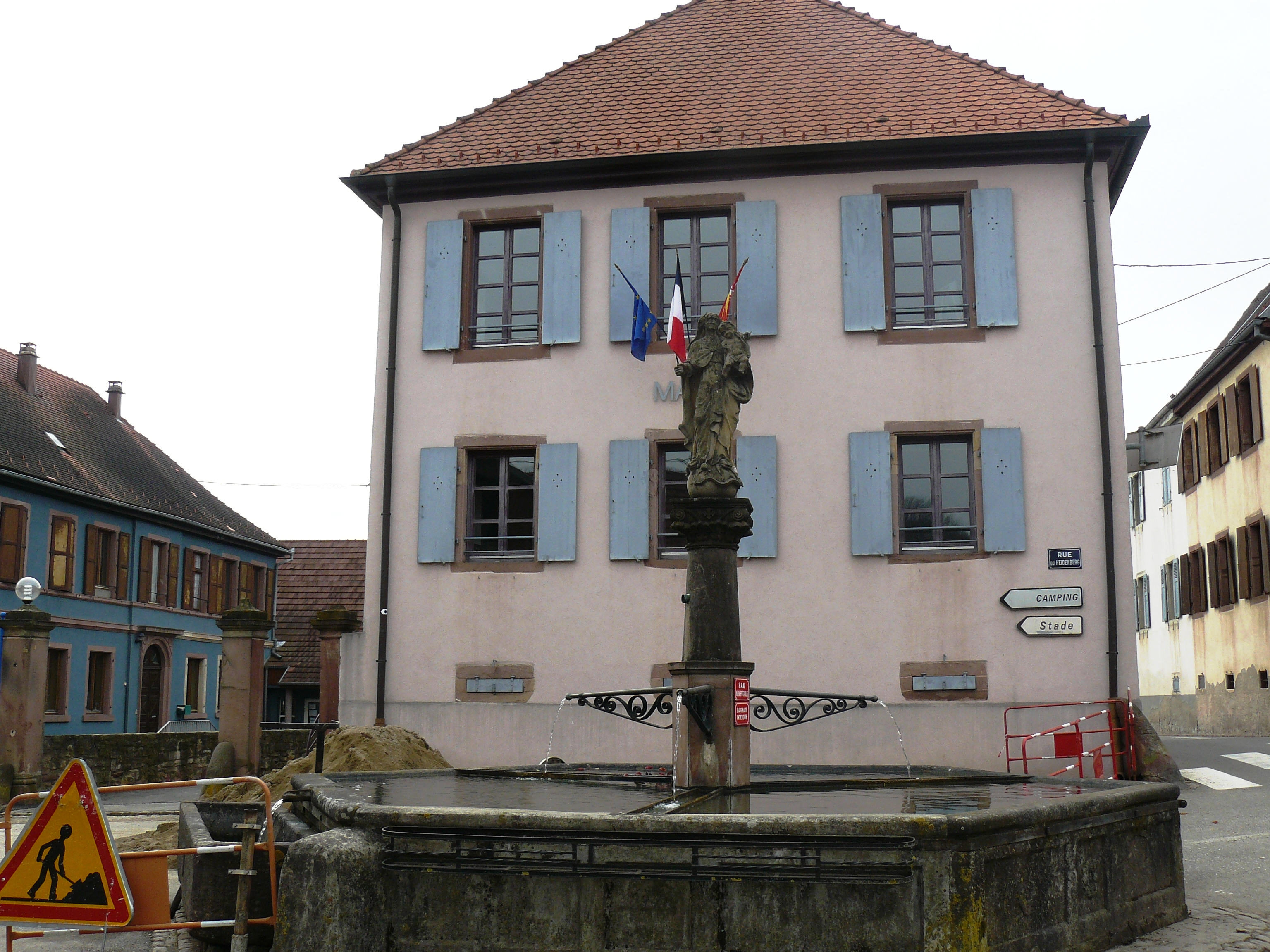
Fontaine de la Vierge.

Fontaine de forme octogonale, placée à l'entrée du village. Sur la colonne qui orne la fontaine, on aperçoit une statue de Saint-Étienne représenté avec ses habits de diacre du XIXe siècle. Il tient à la main la palme, symbole du martyre.

### Fontaine de la Vierge (XVIIIesiècle)
Il s'agit de la plus ancienne fontaine  construit à la fin du XVIIIe siècle à Osenbach et qui se trouve sur la place du village. Cette fontaine est flanquée d'une colonne avec sur son sommet une statue de la Vierge Marie.

### Fontaine Saint-Antoine de Padoue (1853)
Fontaine installée après la seconde Guerre mondiale, à la sortie du village, au bord de la route qui va au col du Firsplan. La statue de Saint-Antoine est recouverte d'un enduit hydrofuge qui la protège des intempéries. La fontaine a été garnie avec des plaques de granit pour donner à l'ouvrage un aspect plus esthétique.

### Colonne (1834)
Située 1, rue Albert Schweitzer, la colonne est l'œuvre d'un tailleur de pierre d'origine allemande qui s'est établi à Osenbach au XIXe siècle. Cette colonne, dont l'œuvre a été refusée, était d'abord destinée à une église de Mulhouse. Restée dans son atelier, il décide alors de l'utiliser pour étayer la toiture de sa grange derrière sa maison.

## L'Observatoire
Le site, inauguré le 1er octobre 1993, est géré par la Société Astronomique du Haut-Rhin.